# Нападения в Приднестровската република
Нападенията в Приднестровието през 2022 г. са поредица от пет инцидента, съобщени в отцепилата се източноевропейска държава Приднестровие, международно призната за част от Молдова, които се случват между 25 и 27 април и на 6 май. Няма данни за пострадали, но са нанесени материални щети.

## Предпоставки
Спекулации относно възможната роля, която Приднестровието би могла да приеме по време на руската инвазия в Украйна през 2022 г., се правят още от началото на войната и дори и по време на нейната прелюдия. Преди войната, американските официални лица обвиняват Русия, че подготвя „провокации“ срещу руски войници, разположени в Приднестровието, за да създадат „casus belli“ за руска инвазия в Украйна. Освен това, на 24 февруари, на първия ден от нападението, има твърдения, че някои ракети, които са поразили Украйна, са били изстреляни от Приднестровието, въпреки че Министерството на отбраната на Молдова отрича това. По-късно, на 6 март, отново се появяват твърдения, че са направени удари по летището във Виница от Приднестровието, въпреки че молдовските власти отново отричат това и заявяват, че те са били изстреляни от руски кораби в Черно море.
На фона на слуховете, че Приднестровието ще атакува Украйна, президентът на Приднестровието Вадим Красноселски обявява, че Приднестровието е мирна държава, която никога не е имала планове да атакува съседите си и че тези, които разпространяват такива твърдения, са хора без контрол над ситуацията или провокатори със злонамерени намерения. Той също така се позова на голямото етнически украинско население в Приднестровието и как украинският език се преподава в приднестровските училища и е един от официалните езици в републиката. През март обаче изтичат снимки на президента на Беларус Александър Лукашенко, който стои пред картата с боен план на инвазията в Украйна. Тази карта показва предполагаемо нахлуване на руски войски в украинското пристанище Одеса от Приднестровието и Молдова, разкривайки, че Приднестровието може да се включи във войната.
През април, седмица преди атаките в Приднестровието, генерал-майор и временно изпълняващ длъжността командир на Централния военен окръг на Русия Рустам Минекаев повдига въпроса за рускоговорещите в Приднестровието, повтаряйки оправданията на Русия за войната в Украйна. Минекаев обявява, че планът за военните действия на Русия в Украйна включва поемане на пълен контрол над Южна Украйна и постигане на сухопътен коридор към Приднестровието. Той също така говори за съществуването на предполагаеми доказателства за "потискане на рускоезичното население" в Приднестровието.

## Нападенията

### Атака в сградата на министерството на сигурността
На 25 април експлозии избухват в централата на Министерството на държавната сигурност на Приднестровието в Тираспол, столицата на републиката, в 17:00 ч. Милициите блокират улиците в близост до инцидента и дават указания на никой да не се приближава. Предварителните доклади го описват като атака с гранатомет. Извършено е с пускови установки РПГ-18 и РПГ-27. Последните се използват само от армиите на Русия, Приднестровието, Габон и Йордания, което може да предполага, че е могло да бъде извършено от една от първите две.
На 26 април „група патриоти“, както се наричат от Министерството на държавната сигурност на Приднестровието, изпращат документ на руски език до редакционния екип на молдовския вестник AVA с призив към молдовските държавни органи, до представители на дипломатическите мисии в Молдова и на молдовски и украински медии и правоприлагащи институции. Този документ включва списък на хората, за които се съобщава, че са участвали в нападението над сградата на министерството. В него се казва, че атаката е организирана от Разгонов Виталий Леонидович, съветник на президента на Приднестровието и генерал-майор. Той е щял да създаде мрежа от хора в Приднестровието, за да дестабилизира региона. Този текст завършва с фразата „Да запазим мира на Днестър заедно!“.
На 27 април TV PMR публикува видео в своя акаунт в Telegram за атаката срещу сградата на министерството. Телевизионният канал съобщава, че неизвестни хора са пристигнали в Тираспол с автомобил от района на Григориопол, след като са преминали незаконно границата между Приднестровието и Украйна. Освен това се казва, че на тези лица са били необходими само 20 секунди, за да извършат атаката и че регистрационният номер на колата им е EL 387 RJ.
Не се съобщава за пострадали след нападението в министерството и никой не поема отговорност за него.

### Нови нападения
След атаката срещу сградата на министерството на сигурността, в 23:30 ч. все още на 25 април, летището в Тираспол е атакувано по въздух, вероятно от удар с дрон; два експлозива са хвърлени на авиобазата. Повредени са стъклата и капака на камион ЗИЛ-131. През този ден се появяват сведения, че военно поделение на въоръжените сили на Приднестровието е нападнато близо до Паркани. Приднестровските власти не потвърждавт официално експлозиите на летище Тираспол, за които първоначално е съобщено от Молдова. По-късно е изяснено, че и двата доклада се отнасят за едно и също събитие във въздушната база в Тираспол.
На 26 май в Маяк са съобщени две експлозии в предавателя на Григориопол, първата в 6:40 ч. и втората в 7:05 ч., при което две радиоантени, които излъчват руски радиостанции са унищожени. Засегнатите антени са най-мощните в обекта, като едната е с мощност 1 мегават (1300 конски сили), а другата е с мощност 0,5 мегавата (670 конски сили). Няма съобщения за пострадали на мястото и никой не поема отговорност. Следственият комитет на Приднестровието съобщава по-късно, че виновниците са група от 5 до 10 души. Голямата зона на покритие на центъра от 900 хектара (2200 акра) и обозначението му като гражданска инсталация е причината да няма охрана на обекта, позволявайки на групата да лагерува свободно наоколо. Антените на центъра са минирани с противотанкови мини, някои от които не се взривяват в момента на атаката. Тези, които се задействат, свалят двете антени, първата от която пада след разрушаването на един от стълбовете ѝ, което води до срутване на конструкцията. Виновниците, които са обвинени в тероризъм могат да получат 20 години затвор.
На 27 април Министерството на вътрешните работи на Приднестровието съобщава, че няколко дрона са прелетяли над Кобасна, който е само на около 2 километра от границата с Украйна, и че по селото е бил открит огън. От министерството твърдят, че дроновете са дошли от Украйна. В Кобасна има склад за боеприпаси, който е един от най-големите, ако не и най-големият в Източна Европа. Съхранените там оръжия са с изтекъл срок на годност и ако експлодират, силата на експлозията би била подобна на тази при атомните бомбардировки на Хирошима и Нагасаки. Понастоящем се охранява от група от около 1500 руски войници.
На 6 май в 9:40 ч. избухват четири експлозии близо до бившото летище във Воронково. Съобщава се, че най-малко два дрона, които вероятно са ударили района близо до летището с експлозиви, са прелетяли над селото. Час по-късно инцидентът се повтаря.

## Реакции

### Приднестровие
Депутатът от Приднестровието Андрей Сафонов заявява за ТАСС, че „обстрелът на сградата от гранатомет е опит да се всее паника и страх“, като твърди, че „опитите за оказване на натиск върху нас са наблюдавани и преди“. След атаките е обявено, че приднестровската армия е приведена в максимална готовност.
На 27 април, по време на интервю на руската информационна агенция Интерфакс, министърът на външните работи на Приднестровието Виталий Игнатиев говори за атаките и предлага прекратяване на конфликта в Приднестровието с Молдова чрез подписване на „окончателен всеобхватен мирен договор“, при който взаимната не-агресия да бъде гарантирана.

### Молдова
В деня след първите експлозии, президентът на Молдова провежда извънредно заседание на Висшия съвет за сигурност. Правителството на Молдова нарежда засилени патрули и граничен контрол, включително на границата с Приднестровието, и увеличава нивата на тревога за сигурност в критични инфраструктурни съоръжения. От друга страна, приднестровските власти повишават нивото на терористична заплаха до „червено“ и установяват контролно-пропускателни пунктове в столицата.
Президентът на Молдова Мая Санду обявява, че „опитите за ескалация произтичат от фракции от Приднестровския регион, които са паравоенни сили и се интересуват от дестабилизиране на ситуацията в региона“.